# Léolo
Léolo (fr. Léolo) – kanadyjsko-francuski dramat filmowy z 1992 roku w reżyserii Jeana-Claude'a Lauzona.

## Obsada
- Gilbert Sicotte jako narrator (głos)
- Maxime Collin jako Leolo
- Ginette Reno jako matka
- Julien Guiomar jako dziadek
- Pierre Bourgault jako trener
- Giuditta Del Vecchio jako Bianca
- Andrée Lachapelle jako psychiatra
- Denys Arcand jako dyrektor
- Germain Houde jako nauczyciel
- Yves Montmarquette jako Fernand
- Lorne Brass jako wróg Fernand'a
- Roland Blouin jako ojciec
- Geneviève Samson jako Rita
- Marie-Hélène Montpetit jako Nanette
- Francis St-Onge jako Leolo (w wieku 6 lat)